# Schiță:Starbaby
Format:Afișaj schiță

## Starbaby
Starbaby este un magazin online din România specializat în jucării, articole pentru bebeluși și produse educative.

## Istoric
Brandul Starbaby este prezent pe piața din România și prin colaborări cu retaileri importanți precum eMAG și Dr.Max, unde sunt listate produse dedicate copiilor și bebelușilor.

## Produse și categorii
Portofoliul Starbaby include:
- jucării educative și articole pentru dezvoltarea copiilor,[3]
- triciclete și biciclete pentru copii,[4]
- articole și accesorii pentru familiile cu copii.[5]

## Prezență online
Starbaby.ro este activ pe piața comerțului electronic din România și utilizează platforme online și rețele sociale pentru promovarea produselor.